# Drużynowe Mistrzostwa Polski na Żużlu 1948
Drużynowe Mistrzostwa Polski na Żużlu 1948 – 1. edycja drużynowych mistrzostw Polski, organizowanych przez Polski Związek Motorowy (PZMot). Inauguracja rozgrywek nastąpiła 6 czerwca 1948 roku.
Zwycięzca I Ligi zostaje mistrzem Polski w sezonie 1948.

## Eliminacje
Skład I i II ligi ustalono rozgrywając eliminacje, które składały się z 3 rund. Każda drużyna składała się z 3 zawodników i tylko jeden z nich był wystawiany do każdej rundy. Każda z eliminacji składała się z 20 wyścigów. Obowiązywała następująca punktacja: 4 pkt za pierwsze miejsce, 3 pkt – za drugie, 2 pkt – za trzecie i 1 pkt za ostatnie miejsce. 0 pkt było za nieukończenie wyścigu. Nie było podziału ze względu na pojemność silników.
| Poz. | Klub                   | Pkt. |
| ---- | ---------------------- | ---- |
| 1    | PKM Warszawa           | 55   |
| 2    | Motoklub Rawicz        | 48   |
| 3    | LKM Leszno             | 47   |
| 4    | GKM Gdańsk             | 43   |
| 5    | Olimpia Grudziądz      | 41   |
| 6    | Tramwajarz Łódź        | 40   |
| 7    | DKS Łódź               | 39   |
| 8    | KM Ostrów Wlkp.        | 39   |
| 9    | OM Tur Okęcie Warszawa | 38   |
| 10   | SSM Gdynia             | 37   |
| 11   | RKM Budowlani Rybnik   | 35   |
| 12   | Legia Warszawa         | 31   |
| 13   | Unia Poznań            | 23   |
| 14   | CTCiM Częstochowa      | 22   |
| 15   | Polonia Bydgoszcz      | 18   |
| 16   | Pogoń Katowice         | 9    |
| 17   | Polonia Bytom          | rez. |
| 18   | Lechia Poznań          | rez. |

## I Liga
Mecze rozgrywano z udziałem 3 drużyn. Drużynę stanowiło 3 zawodników i rezerwowy. Mecz składał się z 9 wyścigów. Jedna runda ligowa to 3 trójmecze. Za zwycięstwo drużyna otrzymywała 3 pkt., 2 pkt. – za drugie miejsce i 1 pkt. – za trzecie miejsce. Zawodnicy z podstawowego składu drużyny startowali 3-krotnie. Liczbę małych punktów sumowano.
Drużyny z miejsc 6-9 zgromadziły równą liczbę punktów wobec czego o pozostaniu w I lidze zadecydowały turnieje barażowe z 3. i 4. drużyną z II ligi. Do II ligi spadły drużyny DKS Łódź i GKM Gdańsk.

### Ostateczna kolejność DMP 1948
| Poz. | Klub                   | Mecze | Pkt. | Małe pkt. |
| ---- | ---------------------- | ----- | ---- | --------- |
| 1    | PKM Warszawa           | 4     | 11   | 90        |
| 2    | LKM Leszno             | 4     | 11   | 82        |
| 3    | Olimpia Grudziądz      | 4     | 10   | 82        |
| 4    | KM Ostrów Wlkp.        | 4     | 8,5  | 69        |
| 5    | Motoklub Rawicz        | 4     | 7,5  | 65        |
| 6    | DKS Łódź               | 4     | 6    | 59        |
| 7    | GKM Gdańsk             | 4     | 6    | 52        |
| 8    | OM Tur Okęcie Warszawa | 4     | 6    | 50        |
| 9    | Tramwajarz Łódź        | 4     | 6    | 50        |

## II Liga
Mecze rozgrywano na takich samych zasadach jak w I lidze.

### Ostateczna kolejność DM II ligi 1948
| Poz. | Klub                 | Mecze | Pkt. | Małe pkt. |
| ---- | -------------------- | ----- | ---- | --------- |
| 1    | Polonia Bytom        | 4     | 11   | 83        |
| 2    | RKM Budowlani Rybnik | 4     | 11   | 76        |
| 3    | Polonia Bydgoszcz    | 4     | 10   | 89        |
| 4    | Pogoń Katowice       | 4     | 8    | 59        |
| 5    | Legia Warszawa       | 4     | 7    | 65        |
| 6    | Lechia Poznań        | 4     | 7    | 62        |
| 7    | CTCiM Częstochowa    | 4     | 6    | 58        |
| 8    | SSM Gdynia           | 4     | 6    | 54        |
| 9    | Unia Poznań          | 4     | 5    | 41        |

## Poznańska Liga Okręgowa
Mecze rozgrywano na takich samych zasadach jak w I i II lidze. Zespół ZZK Poznań wystąpił tylko w I rundzie, jego miejsce w rozgrywkach zajęła drużyna Unii Zielona Góra.
W turnieju finałowym rozgrywek miały wystartować cztery najlepsze zespoły PLO, lecz z powodu kontuzji zawodników LKM Leszno II nie mógł wystawić zespołu. W finale pierwsze miejsce zajął Motoklub Rawicz II, drugie Unia Chodzież, natomiast trzecie Unia Gniezno.
W sezonie 1949 do rozgrywek II ligi nie przystąpiły zespoły Pogoni Katowice, SSM Gdynia i Legii Warszawa. Ich miejsce zajął RTKM-Gwardia Rzeszów oraz zespoły Poznańskiej Ligi Okręgowej: MK-Kolejarz Rawicz II i Unia Chodzież, które zajęły dwa pierwsze miejsce w finale rozgrywek w 1948 roku.

### Ostateczna kolejność Poznańskiej Ligi Okręgowej 1948
| Poz. | Klub                     | Mecze | Pkt. | Małe pkt. |
| ---- | ------------------------ | ----- | ---- | --------- |
| 1    | Motoklub Rawicz II       | 4     | 12   | 95        |
| 2    | LKM Leszno II            | 4     | 11   | 89        |
| 3    | Unia Chodzież            | 4     | 9    | 71        |
| 4    | Unia Gniezno             | 4     | 9    | ??        |
| 5    | Unia Gostyń              | 4     | 8    | ??        |
| 6    | Unia Gorzów Wielkopolski | 4     | 6,5  | ??        |
| 7    | Unia Zielona Góra        | 3     | 5,5  | 50        |
| 8    | ŚKS Śrem                 | 4     | 5    | ??        |
| 9    | HCP Poznań               | 4     | 5    | 41        |
| 10   | ZZK Poznań               | 1     | ?    | ??        |